# Teecoleón
El Teeocoleón (en griego antiguo: Θεηκολεών, romanizado: Theēkoleōn) era la residencia permanente de los sacerdotes de Olimpia (teócolos), junto con el Pritaneo. Se construyó a mediados del siglo IV a. C., entre la Palestra y el Leonideo, fuera del Altis y en el ángulo oeste del santuario de Olimpia.,  Su existencia la apunta Pausanias.  También pudo albergar a otros miembros del personal del santuario. A lo largo de su historia, el edificio sufrió numerosas reformas.
Estaba situado fuera de la zona del témenos (Altis) de Olimpia, al oeste del templo de Zeus Olímpico y al norte del taller de Fidias. Originariamente, la edificación, de forma cuadrada, se componía de un patio central con un pozo y 8 habitaciones circundantes. En cada uno de los cuatro lados del patio central había dos pilares que daban acceso desde cuatro habitaciones al patio; las otras habitaciones tenían puertas a las cuatro salas. En esta fase, el edificio medía unos 18 x 18 metros. Más tarde se añadieron un vestíbulo y dos habitaciones más en el lado este del edificio. En el periodo helenístico, hacia el 300 a. C., se construyó un patio peristilar más grande en el lado este del edificio, con más salas a su alrededor. El tamaño del edificio adicional era de unos 38,6 x 40,4 m.
Sucesivas modificaciones y ampliaciones en épocas posteriores, en especial durante la época romana, añadieron varias habitaciones en el ala este del edificio y un patio más con varias dependencias alineadas respecto a este, en forma de frontón.